# 나이젤 숀 윌리엄스
나이절 숀 윌리엄스(Nigel Shawn Williams)는 캐나다의 배우, 텔레비전 배우이다.
자메이카에서 태어났다.

## 영화
- XIII: 컨스피러시 (2008, XIII: The Conspiracy)
- 존 큐 (2002년)
- 아포칼립스 3 - 트리버레이션 (2000년)
- 다운 인 더 델타 (1998년)